# Улица Орджоникидзе (Новосибирск)
Улица Орджоники́дзе (до 1937 года Семипалатинская) — улица в Центральном районе Новосибирска. Начинается на перекрёстке улицы Советской и Вокзальной магистрали, являясь её продолжением. Пересекает Красный проспект (вместе с ним и ещё несколькими улицами образует Площадь Ленина), улицы Каменскую и Семьи Шамшиных. Также к ней примыкают такие улицы как Трудовая, Мичурина и Военная. Улица Орджоникидзе заканчивается, соединяясь с Трудовым переулком и ответвлением безымянной дороги в сторону гаражей.

## Достопримечательности
- Сквер, открытый в 2012 году на пересечении улиц Советской и Орджоникидзе. До сих пор не имеет названия. В сквере есть фонтан[2].

- Novosibirsk Marriott Hotel — пятизвёздочная гостиница компании Marriott International, открытая в 2014 году.

## Организации
Культурные учреждения
- Союз писателей России[3];
- Амальтея, клуб любителей фантастики[4].

Прочие организации
- Новосибирскэнерго[5].

## Транспорт
Остановки автобусов и маршрутного такси
- Центр (ул. Орджоникидзе);
- Семьи Шамшиных (ул. Орджоникидзе).

Автобусы

№ 111э, № 18 (1208), № 21, № 31 (1131), № 32 (1232), № 54, № 8.
Маршрутные такси

№ 1, № 44, № 45, № 51, № 8.
Трамваи

Небольшую часть улицы Орджоникидзе занимает трамвайная линия, по которой курсирует только один маршрут — № 13. Рядом с улицей находится трамвайная остановка «Театр Оперы и балета», расположенная за одноимённым театром.
Метрополитен

На улице расположена станция метро «Площадь Ленина» (на пересечении улицы Орджоникидзе и Красного Проспекта).

## Известные жители
- Геннадий Дмитриевич Заволокин — советский и российский композитор, народный артист Российской Федерации, основатель и ведущий телепередачи «Играй, гармонь любимая!». Жил и работал в доме № 33 по улице Орджоникидзе, где создавал сценарии и сюжеты для народных праздников, обдумывал новые номера журнала «Играй, гармонь!», проводил встречи с будущими участниками своих планируемых публикаций и телепрограмм. В октябре 2002 года на улице Орджоникидзе № 33 была установлена доска в память об артисте[7].